# Jutrosin
Jutrosin é um município da Polônia, na voivodia da Grande Polônia e no condado de Rawicz. Estende-se por uma área de 1,62 km², com 1 936 habitantes, segundo os censos de 2016, com uma densidade de 1195,1 hab/km².